# Predrag Matvejević
Predrag Matvejević (Mostar, 1932. október 7. – Zágráb, 2017. február 2.) boszniai horvát, politikai aktivista.

## Művei
- Sartre (1965, Zágráb, esszék)
- Razgovori s Krležom (1969, 1971, 1974, 1978, 1982, 2001, Zágráb; 1987, Belgrád)
- Prema novom kulturnom stvaralaštvu (1975, 1977, Zágráb)
- Književnost i njezina društvena funkcija (1977, Újvidék)
- Te vjetrenjače (1977, 1978, Zágráb)
- Jugoslavenstvo danas (1982, Zágráb; 1984, Belgrád)
- Otvorena pisma (1985, 1986, Belgrád)
- A Földközi-tenger (Mediteranski brevijar) (1987, Zágráb); ford.: Vujcsics Marietta, Misley Pál
- Istočni epistolar (1994, Zágráb)
- Gospodari rata i mira (2000, Split, társszerzők: Vidosav Stevanović és Zlatko Dizdarević)
- Druga Venecija (2002, Zágráb)

Franciául megjelent könyvei
- Pour une poétique de l'événement (1979, Párizs)
- De la dissidence (1996, Lausanne)
- Le monde «ex» – Confessions (1996, Párizs)
- La Méditerranée et l'Europe – Leçons au College de France (1998, Párizs)
- Les Seigneurs de la guerre (1999, Párizs)
- L'Ile-Méditerranée (2000, Párizs)

Olaszul megjelent könyvei
- Sarajevo (1995, Milanó)
- Ex-Jugoslavia : diario di una guerra (1995, Nápoly)
- Tra asilo ed esilio (1997, Montereale, interjú Danilo De Marcóval)
- Golfo di Venezia (1997, Velence)
- Isolario Mediterraneo (2000, Milanó)
- Sul Danubio (2001, Róma)
- Compendio d'irriverenza (2001, Lugano, szerkesztette Sergej Roić)
- Lo specchio del Mare mediterraneo (2002, Lecce)
- Un'Europa maledetta (2005, Milanó)

Magyarul megjelent műve
- A Földközi-tenger. Tájak, népek, kultúrák. Mediterrán breviárium; ford. Vujicsics Marietta, Misley Pál, bev. Claudio Magris; Corvina, Budapest, 2006